# Ridge Racer 7
Ridge Racer 7 is een computerspel dat werd ontwikkeld en uitgegeven door Namco voor de PlayStation 3 als lanceertitel. Het racespel kwam op 11 november 2006 uit in Japan, op 17 november 2006 in de VS, en ten slotte op 23 maart 2007 in Europa.
Het is het zevende spel in de Ridge Racer-serie. In 2012 werd het opgevolgd door Ridge Racer Unbounded.

## Spel
In het spel zijn circa 40 racewagens, waarvan enkele modellen zijn teruggekeerd uit eerdere spellen in de reeks. Er zijn 22 circuits, die zowel vooruit, achteruit als gespiegeld gespeeld kunnen worden. Het spel ondersteunt verder online multiplayer via het PlayStation Network.

## Ontvangst
Het spel werd positief ontvangen in recensies. Op Metacritic, een recensieverzamelaar, heeft het spel een score van 78%.